# Brody Hahn
Brody Hahn (Louisville, ...) è un giocatore di football americano statunitense, di ruolo quarterback.
Dopo aver giocato a football americano ai Leopards della Louisville High School di Louisville (Ohio) e successivamente per due differenti squadre di college si trasferisce alla squadra francese dei Cougars de Saint-Ouen-l'Aumône. Per il 2023 è ingaggiato dai Sioux Falls Storm.